# Janez Polda
Janez Polda, slovenski smučarski skakalec, * 25. april 1924, Mojstrana, † 20. marec 1964.
Polda je za Jugoslavijo nastopil na Zimskih olimpijskih igrah 1948 v Sankt Moritzu, Zimskih olimpijskih igrah 1952 v Oslu ter Zimskih olimpijskih igrah 1956 v Cortini d'Ampezzo. V Sankt Moritzu je Polda osvojil 41. mesto, v Oslu je bil 16., v Cortini pa se je uvrstil na 24. mesto.
Leta 1948 je na Tednu smuških poletov v Planici skočil 120 metrov z dotikom. Zaradi slednjega daljava ni bila priznana kot rekord. Je pa na tem tekmovanju s skokom, dolgim 109 metrov, postal drugi Slovenec, ki je preskočil 100 metrov, s čimer je takrat postavil nov slovenski in jugoslovanski rekord. Leta 1950 je v Planici rekord še izboljšal s skokom, dolgim 114 m. Na tekmah turneje štirih skakalnic je leta 1953 6. januarja osvojil osmo mesto v Innsbrucku in 11. januarja deseto mesto v Bischofshofnu, 6. januarja 1956 pa je osvojil peto mesto v Innsbrucku.
Življenje je bolan tragično končal s samomorom.
Po njem sta imenovani ulici v Mojstrani in v Zagrebu.
Leta 2012 je bil sprejet v Hram slovenskih športnih junakov.